# Андорра на літніх Олімпійських іграх 2024
Андорру на літніх Олімпійських іграх 2024 представляли два спортсмени у двох видах спорту.